# Роскачество
Автоно́мная некомме́рческая организа́ция «Росси́йская систе́ма ка́чества» (Роска́чество) — национальная система мониторинга качества, осуществляющая независимые исследования качества товаров, представленных на полках российских магазинов, и присваивающая лучшей российской продукции «Знак качества».
Организация учреждена Правительством РФ и финансируется из средств федерального бюджета. Целью Роскачества является продвижение на внутреннем и внешних рынках отечественной продукции и повышение доверия к ней. Для этого Роскачество проводит веерные исследования товаров народного потребления и публикует их результаты на своём портале. Высококачественным товарам российского производства Роскачество присваивает российский Знак качества.
Результаты тестов используют государственные органы (налоговая и таможенная службы, Росаккредитация, Росздравнадзор, Роспотребнадзор, Россельхознадзор и Росстандарт). Предполагается, что производители качественных товаров будут реже подвергаться проверкам контрольно-надзорных органов, а производители товаров с нарушениями — чаще.

## История
Автономная некоммерческая организация «Российская система качества» учреждена распоряжением Правительства РФ от 30 апреля 2015 года № 780-р «в целях независимого исследования качества товаров, представленных на полках российских магазинов, и выдачи лучшим отечественным товарам российского Знака качества». Ее руководителем назначен Максим Протасов, ранее занимавший должность председателя правления Всероссийской ассоциации производителей и поставщиков продовольственных товаров «Руспродсоюз».
В марте 2019 года появилась информация, что Роскачество планирует запустить мобильное приложение, с помощью которого можно будет получить информацию о винах.
В апреле 2021 года было подписано соглашение «Роскачества» с Федеральной антимонопольной службой о сотрудничестве в сфере пресечения фактов недобросовестной конкуренции, а также соблюдения требований законодательства о рекламе и обороте продукции.

## Знак качества
В 2015 году одновременно с появлением организации Роскачества в Россию вернули государственный «Знак качества». Прошедшая испытания отечественная продукция отмечается специальным сертификатом. А на упаковках присутствует соответствующий символ. Это красный пятиугольник на белом фоне, внутри которого изображена красная буква «К». Точно такое же изображение было на советских товарах вплоть до 90-х годов. «Знак качества» в СССР был введен в еще 1967 году. Однако мониторинг во многом отличается от практики времен СССР.
Российский Знак качества присваивается отечественным товарам по результатам веерных исследований продукции и аудитов производства.
Процесс проверки на многих стадиях засекречен. Не производители приходят в Роскачество со своими товарами, а специалисты организации сами закупают интересующую продукцию в супермаркетах. Исследования проводятся в 200 лабораториях, которые отбирались по всей стране. В лаборатории товары поступают обезличенными — без собственных этикеток, а под кодами, чтобы гарантировать чистоту проверок.
По итогам 2022 года Роскачество провело 37 исследований более чем 1500 разных товаров. Больше всего знаков качества (14) было присвоено в категории ультрапастеризованного молока.

## Сертификация вегетарианской продукции
В 2024 году на базе международных требований был разработан национальный стандарт для вегетарианской продукции. Специально созданный подведомственный орган по сертификации «Роскачество – Веган» был аккредитован Росаккредитацей, предусматривая дальнейшую специальную маркировку веганской и вегетарианской продукции в России.
Первые сертификаты о соответствии ГОСТ Р 71528-2024 «Технические критерии пищевых продуктов и пищевых ингредиентов, пригодных для вегетарианцев или веганов, а также для маркировки и заявлений» были вручены производителям растительных продуктов ЭФКО и GreenWise в рамках Международной выставки продуктов питания WorldFood Moscow 2024.
В марте 2025 года стартовало открытое всенародное голосование по выбору знака веганской продукции из числа работ, отобранных экспертным жюри. В конце апреля 2025 года конкурс на разработку национального знака качества для растительной, вегетарианской и веганской продукции был завершён. Выбранный логотип должен будет размещаться на упаковках товаров, соответствующих установленным стандартам.

## Международное сотрудничество
Роскачество с начала 2016 года является представителем России в Международной ассоциации потребительских испытаний и исследований качества товаров (ICRT).

## Критика
Критике подвергались рейтинги пива от «Роскачества», составленные накануне Чемпионата мира по футболу 2018 года. Союз российских пивоваров выпустил заявление, что данные рейтинги были подготовлены с грубыми нарушениями и «фактически вводят потребителя в заблуждение», а также что «Роскачество» по мнению СРП не имеет полномочий для формирования экспертного заключения о соответствии пивоваренной продукции нормативным требованиям. Заявлялось о возможных нарушениях правил дегустирования, включая «курение одного из экспертов в перерывах». В свою очередь пресс-служба «Роскачества» отвергает данную критику, настаивая, что пиво дегустировалось в соответствии с принятыми международными требованиями, что «подтверждено протоколами аккредитованных испытательных центров», а нареканий по применявшимся методикам в организацию не поступало.
Организацию критиковали из-за исправления рейтингов производителей задним числом, а в публикации karelinform.ru утверждалось, что за плату можно заказать новое исследование с новым рейтингом. В материале, опубликованном newizv.ru, отмечается, что в августе 2018 года был опубликован пресс-релиз с данными об антибиотиках в молоке «Вологодского молочного АПК», но впоследствии по той же ссылке вологодский завод попал в лидеры рейтинга и его продукция отличного качества (старая версия пресс-релиза осталась в веб-архиве). «Роскачество» не отрицает, что рейтинги могут меняться по результатам повторного исследования, но настаивает, что за повторную проверку плата не берется, а организация имеет бюджетное финансирование за счет госсубсидий.